# مدل‌های بنیادی
یک مدل بنیادی (به انگلیسی: foundation model) که مدل پایه‌ای‌ (به انگلیسی: base model) هم نامیده می‌شود، یک مدل یادگیری ماشینی بزرگ (ML) است که بر روی حجم وسیعی از داده‌ها در مقیاس بزرگ آموزش داده شده (اغلب به صورت یادگیری خودنظارتی یا یادگیری نظارتی ضعیف) که می‌تواند تبدیل به مدلی شود که با با طیف گسترده‌ای از وظایف دستی سازگار گردد. مدل‌های بنیادی تحول اساسی در نحوه ساخت سیستم‌های هوش مصنوعی داشته‌اند از جمله آنها می‌توان به بات مکالمه و سایر هوش مصنوعی کاربر-محور اشاره کرد. مرکز تحقیقات مدل‌های بنیادی (CRFM) از مؤسسه هوش مصنوعی انسان محور استنفورد (HAI) این اصطلاح را رایج کرد.
نمونه‌های اولیه مدل‌های بنیادی، مدل‌های زبانی بزرگ (LLM) از پیش آموزش‌دیده‌شده مثل مدل زبانی برت شرکت گوگل و مدل‌های اولیه پایه خانواده جی‌پی‌تی شرکت اوپن‌ای‌آی است. چنین مدل‌های گسترده‌ای می‌توانند با استفاده از مجموعه داده‌های مختلف، وظیفه‌های خاصی را انجام دهند مانند کمک‌های پزشکی و…
فراتر از متن، چندین مدل پایه بصری و چندوجهی نیز ساخته شده‌است از جمله دال-ئی مدل‌های بنیادی بصری (VFM) با مدل‌های زبانی بزرگ مبتنی بر متن ترکیب شده‌اند تا مدل‌های پیچیده‌ای برای کار خاص ایجاد کنند.